# 狭叶桂北木姜子
狭叶桂北木姜子（学名：Litsea subcoriacea var. stenophylla）为樟科木姜子属下的一个变种。